# Союз спасения
Союз спасения («Общество истинных и верных сынов Отечества») — тайное политическое общество, первая декабристская организация, возникшая в Российской империи в Санкт-Петербурге 9 (21) февраля 1816 года на базе двух преддекабристских организаций — «Священной артели» и «Семёновской артели».

## История создания

Санкт-Петербург. Сенатская площадь 14 декабря 1825 года. Рисунок Кольмана из кабинета графа Бенкендорфа в Фалле.

С 1814 года началось создание первых тайных организаций, получивших название преддекабристских. Всего насчитывалось 4 организации: «Орден русских рыцарей» (граф М. А. Дмитриев-Мамонов, генерал М. Ф. Орлов), «Священная артель» (Н. Н. Муравьёв и А. Н. Муравьёв), Семёновская артель (С. П. Трубецкой, С. И. Муравьёв-Апостол, И. Д. Якушкин, всего около 15—20 человек), а также кружок В. Ф. Раевского. По приказу Александра I в 1815 году Семёновская артель, самая многочисленная из всех преддекабристских организаций, была запрещена. Все эти организации существовали на легальном или полулегальном положении.
9 (21) февраля 1816 года члены Священной и Семёновской артелей объединились в первую декабристскую организацию, получившую название «Союз спасения». Учредителями и организаторами общества были гвардейские офицеры А. Н. Муравьёв, М. И. Муравьёв-Апостол и С. И. Муравьёв-Апостол, князь С. П. Трубецкой. Помимо членов Семёновской и Священной артелей, в состав общества вошли также Н. М. Муравьёв, П. И. Пестель, майор М. С. Лунин, полковник Ф. Н. Глинка.

### Программа
В 1817 году Общество приняло устав, написанный «комиссией» в составе П. И. Пестеля, С. П. Трубецкого и И. А. Долгорукова. Согласно уставу, Союз спасения был переименован в «Общество истинных и верных сынов Отечества». Целями общества были провозглашены уничтожение крепостного права и замена самодержавия на конституционную монархию. Большинство предполагало добиваться этих целей мирным путём, посредством давления на общественное мнение. Сами члены общества обязывались вести себя и поступать во всех отношениях так, чтобы не заслужить ни малейшей укоризны. Члены общества стремились к обличению социального зла и пороков, в частности, невежества народа, казнокрадства, взяточничества чиновников, жестокого обращения с солдатами, неуважения к человеческому достоинству, несоблюдения прав личности. Меньшая часть общества предполагала действовать более решительными мерами. М. С. Лунин первым предложил план по убийству царя. Это предложение отвергал Пестель, предлагавший устройство тайного общества, разработки конституции и более чёткой организации. Разногласия в путях осуществления своей программы привели в конечном итоге к кризису и роспуску организации.

### Организация
Во главе «Союза спасения» стоял Верховный собор из «бояр». Остальные участники делились на «мужей» и «братьев», которых предполагалось сгруппировать по «округам» и «управам». Однако этому помешала малочисленность общества, насчитывавшего не более тридцати-тридцати пяти членов. Была принята глубокая конспирация, беспрекословное подчинение нижестоящих членов вышестоящим. Принятие новых членов и переход членов из одной ступени в другую осуществлялись при согласии «бояр».

## История
Разногласия по поводу путей осуществления своих целей привели к ожесточённым спорам внутри общества. В сентябре 1817 года состоялось совещание членов Общества (т. н. «Московский заговор»). Предметом обсуждения было предложение И. Д. Якушкина осуществить цареубийство во время пребывания императорского двора в Москве. Большинство членов общества отвергло это предложение. В итоге ввиду «скудости средств к достижению цели» цареубийство было запрещено. Передовые члены решили в конце концов распустить организацию, создав на её основе новую, более организованную, широкую и сплочённую. В качестве переходной организации было создано «Военное общество» в октябре 1817 года, в котором состояли большая часть членов Союза спасения. «Военное общество» было распущено в январе 1818 года, на его базе был сформирован Союз благоденствия.

## В культуре
- Союз спасения (фильм) (2019)
- Союз спасения (сериал) (с 2022)